# Lycium ciliato-elongatum
Lycium ciliato-elongatum ist eine Pflanzenart aus der Gattung der Bocksdorne (Lycium) in der Familie der Nachtschattengewächse (Solanaceae).

## Beschreibung
Lycium ciliato-elongatum ist ein bis zu 1,5 m hoch werdender, aufrecht wachsender Strauch. Seine Laubblätter sind behaart und werden 3 bis 14 mm lang, sowie 1,2 bis 2,5 mm breit.
Die Blüten sind zwittrig und fünfzählig. Der Kelch ist röhrenförmig-becherförmig, die Kelchröhre wird 2 mm lang und ist mit 1 bis 2 mm langen Kelchzipfeln besetzt. Die Krone ist trichterförmig und violett gefärbt. Die Kronröhre wird 7 bis 8,5 mm lang, die Kronlappen 3 bis 4 mm. Die Staubfäden sind behaart.
Die Frucht ist eine Beere, die 4 bis 5 mm lang und 1 bis 1,5 mm breit wird und je Fruchtknotenfach 2 bis 4 Samen enthält.

## Vorkommen
Die Art ist in Südamerika verbreitet und kommt dort in Argentinien in der Provinz Córdoba vor.

## Belege
- J.S. Miller und R.A. Levin: Lycium ciliato-elongatum in Project Lycieae (Memento vom 9. Dezember 2007 im Internet Archive)